# Zhuihu
Le zhuihu (chinois : 坠胡 ; pinyin : zhùihú ; aussi appelé jinghu, zhuiqin ou zhuizixian) est un instrument à cordes frottées à deux cordes originaire de la Chine. Contrairement aux instruments à cordes frottées de la famille des huqin, qui constitue l'ensemble des instruments à cordes chinois, tout comme les erhu, banhu, jinghu, sihu et le gaohu, le zhuihu possède une touche sans frette sur laquelle les cordes sont appuyées durant le jeu.

## Historique
Il est admis que le zhuihu était utilisé par le peuple nomade Hu , qui vivait aux extrémités d'anciens royaumes chinois, descendant peut-être d'un instrument appelé Xiqin (奚琴), joué à l'origine par la tribu des Mongols Xi. La légende, relative à l'origine du Zhuihu, raconte que sous la dynastie Qing (1644-1911), l'empereur Kangxi avait proscrit les représentations d'opéra dans la "cité interdite", une interdiction qui contraignait les artistes à jouer dans la rue. Le hasard fit qu'une souris ayant rongé le cuir d'un zhuihu, incita le musicien à réparer son instrument par le biais d'une fine latte de bois, c'est ainsi qu'il utilisa ainsi l'archet du Huqin (violon chinois à deux cordes) pour mieux en jouer.
Dans sa construction, le zhuihu ressemble au sanxian, (chinois : 三弦 ; pinyin : sānxián ; EFEO : sansien ; litt. « trois cordes »), un instrument à cordes pincées chinois à manche long dont le résonateur rectangulaire est recouvert de peau de serpent. Une version à quatre cordes existe aussi depuis la fin du XXe siècle. Très ancien, il est à l'origine du shamisen japonais.
Le zhuihu a été  développé  sur le même principe que le erhu: un instrument popularisé par le musicien et compositeur Lü Wencheng(1898-1981), dans les années 1920. Ce compositeur et musicien était considéré comme un maître de la musique cantonaise et de la musique populaire du Guangdong.

## Jeu
Le zhuihu est utilisé pour accompagner une forme de chant narratif traditionnel appelé zhuizi , originaire de la province chinoise du Henan . Une version plus moderne du zhuihu appelée leiqin a été développée en Chine au XXe . Le zhuihu , est l'instrument principal de l’Opéra de Pékin. Plus petit que les autres instruments à cordes frottées il donne un timbre plus sonore et éclatant.
Il existe au Japon un instrument qui lui est apparenté, le kokyū japonais. Des instruments similaires figurent également dans les traditions musicales des pays voisins, tels que la Mongolie, la Corée, le Kirghizistan, le Vietnam, la Thaïlande, le Cambodge et le Laos.